# 추분의 날
추분의 날(일본어: 秋分の日 슈우분노히[*])는 일본의 공휴일 중 하나로, 추분인 날이다.
종종 '낮과 밤의 길이가 같아진다.'고 하지만, 실제는 낮이 더 길다. 자세한 내용은 추분 문서 참조.

## 공휴일
1948년 공포・시행된 공휴일에 관한 법률(国民の祝日に関する法律)로 제정되었다. '조상을 존경하고, 망자들을 그리는' 것을 취지로 하고 있다. 1947년까지는 황령제(皇霊祭)라고 하는 제삿날이었다. 3일연휴다.
불교 각 파에서는 이 날 '추계 피안(彼岸)'이 열려 종파와 관련없이 성묘하는 사람도 많다.

## 날짜
추분의 날은 매년 9월 23일즈음이다. 법률상에는 '추분날'이라 되어 있어, 지구가 추분점을 통과하는 날(일본 시간)로 하고 있다. 일본국립천문대가 작성한 '역상연표(暦象年表)'라는 책자에 따라 결정하여, 전년(前年) 2월 첫 번째 평일 날짜의 관보에 발표된다. 계산상 2011년까지는 매년 9월 23일로 변함이 없고, 2044년까지는 윤년에만 9월 22일이, 평년에는 9월 23일로 계산된다. 9월 24일이 추분이 되는 것은 가장 최근이 1979년이었고, 다음은 2103년이 되어 21세기에는 없다.

## 해피 먼데이와 그 영향
9월 15일이었던 경로의 날이 법률이 개정(소위 해피 먼데이 개정)에 따라 2004년부터 9월 3번째 월요일로 변경됨에 따라 9월 21일 또는 20일이 경로의 날이 되는 경우가 생기게 되었다.
경로의 날이 9월 21일, 추분의 날이 9월 23일이 되지만 경로의 날이 9월 20일이고 추분의 날이 9월 22일이 되는 경우, 규정에 따라 두 공휴일 사이에 끼는 21일과 21일이 국민의 휴일이 되어, 결과적으로 경로의 날의 전날인 일요일부터 4일 연휴(주5일제인 경우 5일 연휴)가 된다. 이는 이른바 '제2의 골든 위크'가 되는데, 경로의 날과 연관지어 '실버 위크'라고 부르기도 한다.
이런 경우가 처음 발생한 것은 2009년이었다. 경로의 날과 추분의 날과 공휴일에 관한 법령이 개정되지 않으면, 2015년에 다시 이와 같은 경우가 발생한다.
또한 2020년은 경로의 날이 9월 21일, 추분의 날이 9월 22일이 될 것으로 예상되는데(천문학적 계산상), 2일 연속으로 공휴일이 되기 때문에 앞에서 언급한 경우는 아니지만 주5일제인 경우 4일 연휴가 되고, 2021년은 경로의 날이 9월 20일, 추분의 날은 9월 23일이 되어 위의 경우에 해당하지 않는다. 5일 연휴는 2026년까지 기다려야 한다. 2032년에는 경로의 날이 9월 20일, 추분의 날이 9월 22일이 되기 때문에, 9월 21일이 국민의 휴일이 된다. 반대로 추분의 날이 9월 24일이 되는 경우는 요일에 관계 없이 위의 경우가 되지 않는다.

## 같이 보기
- 춘분 - 춘분의 날
- 하지
- 동지